# Чалук'я
Чалук'я (ಚಾಲುಕ್ಯರು; приблизно 543 —753 роки) — держава в Індії зі столицею в Ватапі, яка прийшла на зміну державі державі Кадамба.

## Історія
Початок формування попередніх державних інституцій Чалук'я припадає на територію сучасного штату Карнатака. Імовірно ці правителі спочатку мали статус раджи, підкоряючись володарям Кадамбів. З послабленням влади останніх на початку VI ст. Зрештою у 543 році раджа Пулакешин I скинув складу Кадамбів, розбив їх та приєднав землі переможених до своїх володінь. Вслід за цим переніс столицю до м. Ватапі (сучасне бадамі). Тому інколи цей рід називають Чалук'ями з Вапаті (Бадамі). Провів адміністративну реформу, розділивши землі на махараштраки (провінції), раштраки (області), вішаї (райони), бхоги (групи з 10 сіл).
Втім значний підйом держави Чалук'їв розпочалося лише за магараджи Пулакешина II, який провів військову реформу. Було створено окремі підрозділи піхоти, кінноти, слонів та потужний морський флот. За його правління підкорено увесь Декан, значні території на півдні, завдано суттєвої поразки Паллавам. У 630 році він вщент розбив армію Харши. У Латі (Гуджарат) і в Андхрі правили брати Пулакешина, які визнавали його верховенство. Після всього цього прийняв титул махараджахіраджа. Проте наприкінці життя армія Чалук'їв зазнала тяжкої поразки від Паллавів.
Відродження держави відбулося за правління Вікрамадітьї I, коли той розбив Паллавів й розширив владу Чалук'їв до Бенгальської затоки. Він завершив грошову реформу: почали карбувати золоті монети (гад'яна), срібні (ґонну), мідні (фанам). Після його смерті держава знову послабла внаслідок внутрішнього суперництва.
Останній раз відновив велич роду Вікрамадітья II. За його правління підкорені землі простягалися від річки Нармада на півночі до річки Кавері на півдні. Останнього з Чалук'їв було повалено у 753 році Дантідургою Раштракутом.
Втім представники роду не зникли зовсім — збереглися гілки в Кальяні та Венги, які у X ст. сформувалися у потужні державі, що отримали назви Західних та Східних Чалук'їв.

## Культура
Період відзначається розквітом архітектури. Стиль, що панував тоді отримав назву «Архітектура Чалук'я», де змішалися стилі Нагада (криволінійні башти — сікхара), прямобічні піраміди, також помітний вплив архітектури часів династії Гуптів.
Це переважно джайністські та ведичні храми. Основні споруди знаходяться у басейні річки Малапрабха (північна Карнатака). Храми зводилися переважно у містах Ватапі, Айхоле, Паттадакал, Махакута. Відомі печерні храми цього періоду. Вони мали досить простий зовнішній вигляд, а всередині доволі вишукані. Будівельним матеріалом був піщаний камінь червонувато—золотавого кольору. З часів Пулакешина II вони перетворилися на самостійні споруди.
На стінах храму в Айхолі поет Равікірті у 636 році представив опис діянь махараджахіраджи Пулакешина II.
Це також період розквіту літератури. В цей час багато творів написано мовою каннада. Водночас зберігається у вжитку санскрит. Відомим поетами цього часу були Бхараві, Равікірті, Віджаянака, творив письменник С'ямакундачарья.

## Володарі
- Пулакешин I 543—566
- Кірті-варман I 566—597
- Мангалеса 597—609
- Пулакешин II 609—642
- Адітья-варман 642—645
- Абгінавадітья 645—646
- Чандрадітья 646—650
- Вікрамадітья I Сат'яшрая 650—678
- Вінаядітья I 678—696
- Віджаядітья Сат'яшрая 696—733
- Вікрамадітья II 733—744
- Кірті-варман II 744—753